# 西小林駅
西小林駅（にしこばやしえき）は、宮崎県小林市北西方にある、九州旅客鉄道（JR九州）吉都線の駅である。標高286.8mは吉都線の駅で最も高い。

## 歴史
- 1929年（昭和4年）2月1日：開業[1]。
- 1962年（昭和37年）9月20日：貨物の取り扱いを廃止[2]。
- 1984年（昭和59年）2月1日：荷物扱い廃止[2]。
- 1985年（昭和60年）3月14日：無人化[3]。
- 1987年（昭和62年）4月1日：国鉄分割民営化により、九州旅客鉄道に継承[1]。

## 駅構造

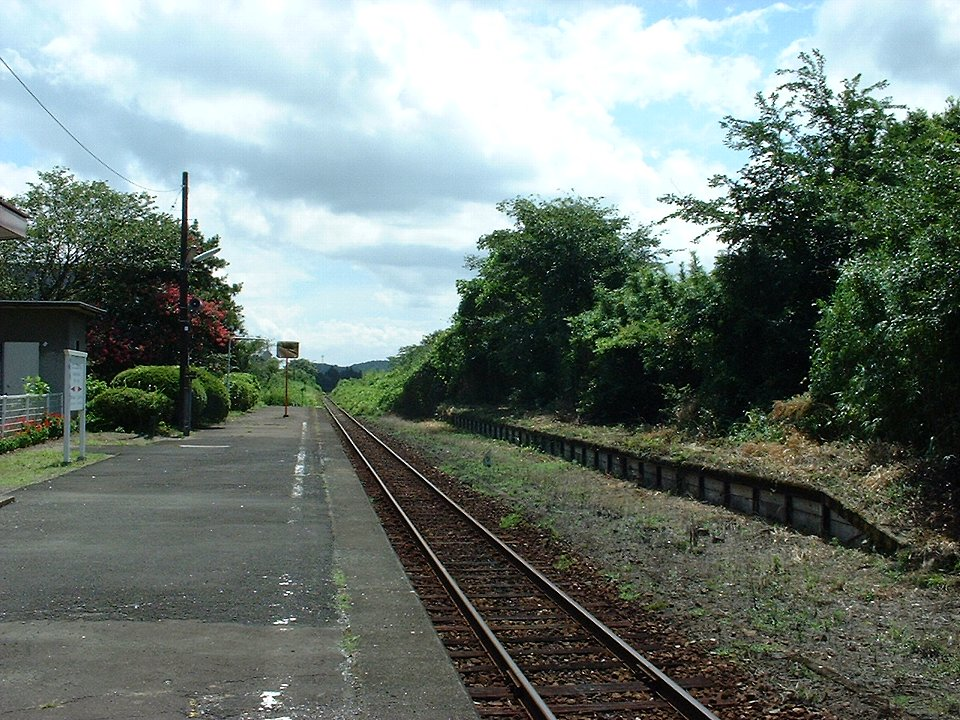
ホーム（2003年8月）

単式ホーム1面1線を有する地上駅。かつては相対式ホーム2面2線と木造駅舎を有し、2つのホームを跨線橋が結んでいた。駅舎と跨線橋は撤去され、駅舎の跡地に待合所が建てられた。無人駅。

## 利用状況
2015年（平成27年）度の1日平均乗車人員は29人である。
近年の1日平均乗車人員は以下の通り。
| 年度   | 1日平均 乗車人員 |
| ------ | ---------------- |
| 1996年 | 56               |
| 1997年 | 67               |
| 1998年 | 77               |
| 1999年 | 75               |
| 2000年 | 79               |
| 2001年 | 67               |
| 2002年 | 58               |
| 2003年 | 58               |
| 2004年 | 50               |
| 2005年 | 59               |
| 2006年 | 52               |
| 2007年 | 57               |
| 2008年 | 55               |
| 2009年 | 48               |
| 2010年 | 41               |
| 2011年 | 37               |
| 2012年 | 31               |
| 2013年 | 30               |
| 2014年 | 22               |
| 2015年 | 29               |

## 駅周辺
- 小林市役所 西小林支所
- 西小林郵便局
- かおる幼稚園

## 隣の駅
九州旅客鉄道（JR九州）
■吉都線
えびの飯野駅 - 西小林駅 - 小林駅